# Dikaliumhexachloroiridat
Dikaliumhexachloroiridat ist eine anorganische chemische Verbindung aus der Gruppe der Hexachloroiridate.

## Gewinnung und Darstellung
Dikaliumhexachloroiridat kann durch Reaktion von Dinatriumhexachloroiridat mit Kaliumchlorid in einem Chlorstrom gewonnen werden.
{\displaystyle \mathrm {Na_{2}[IrCl_{6}]+2\ KCl\longrightarrow K_{2}[IrCl_{6}]\downarrow +\ 2\ NaCl} }

## Eigenschaften
Dikaliumhexachloroiridat ist ein kristalliner geruchloser tiefschwarzer bis dunkelroter Feststoff, der schwer löslich in Wasser ist. Er besitzt eine kubische Kristallstruktur mit der Raumgruppe Fm3m (Raumgruppen-Nr. 225).

## Verwendung
Dikaliumhexachloroiridat wird zur Herstellung von Platin-Nanopartikeln (PNPs) durch Reduktion mit Trinatriumcitrat und Natriumdodecylsulfat als Stabilisatorreagenz verwendet. Sie wurde auch als Pigment verwendet.